# Jacques Chaudron
Jacques Auguste Chaudron (Párizs, 1889. június 2. – Párizs, 1969. június 16.) francia         jégkorongozó, olimpikon.
Az 1924. évi téli olimpiai játékokon játszott a jégkorongtornán. A francia csapat a B csoportba került. Első mérkőzésükön kikaptak a britektől 15–2-re, majd az amerikaiaktól egy megsemmisítő 22–0-s vereség, végül legyőzték a belgákat 7–5-re. 2 pontjukkal nem jutottak be a négyes döntőbe. Ő csak a belgák elleni utolsó mérkőzésen játszott.
A CSH Paris volt a klubcsapata és 1922-ben francia bajnok lett.